# Rok Korošec
Rok Korošec (Kamnik, 24 november 1993) is een Sloveens wielrenner die anno 2018 rijdt voor My Bike Stevens.

## Carrière
In 2014 werd Korošec vierde op het nationaal kampioenschap tijdrijden voor beloften, achter winnaar David Per, Žiga Ručigaj en Luka Pibernik. Later dat jaar nam hij deel aan de wegwedstrijd op het wereldkampioenschap. In 2016 won Korošec het bergklassement van de Ronde van Bihor, met een voorsprong van één punt op Egan Bernal. Anderhalve maand later won hij de laatste etappe in de Ronde van Hongarije en werd hij vijfde in het eindklassement.
Na drie jaar verruilde Korošec Radenska-Ljubljana in 2017 voor het Oostenrijkse Amplatz-BMC. In maart won hij namens de ploeg de Trofej Umag, door Filippo Fortin en Alex Frame in de massasprint te verslaan. In september van dat jaar won hij de Grote Prijs van Tsjechië tijdens de Visegrad 4 Bicycle Race.

## Overwinningen
2016
Bergklassement Ronde van Bihor
5e etappe Ronde van Hongarije
Eindklassement Grote Prijs van Gemenc
2017
Trofej Umag
Visegrad 4 Bicycle Race-GP Czech Republic
2018
1e etappe Grote Prijs van Gemenc
Eindklassement Grote Prijs van Gemenc
2020
Bergklassement Koers van de Olympische Solidariteit

## Ploegen
- 2014 –  Radenska
- 2015 –  Radenska Ljubljana
- 2016 –  Radenska-Ljubljana
- 2017 –  Amplatz-BMC
- 2018 –  My Bike Stevens

Andrejaš · Finkšt · Jenko · Jerkič · Korošec · Maltar · Miškulin · Penko · Ručigaj · Sever
Bajc · Čanecký · Edelbauer · Fidler · Gruber · Korošec · Kusztor · Mugerli · Pelikán · Pernsteiner · A. Umhaller · T. Umhaller
Bajc · Edelbauer · Fidler · Gruber · Korošec · Kuen · Kusztor · Mastaller · Mugerli · Pelikán · Tranninger · A. Umhaller · T. Umhaller